# کلودیا لی
کلودیا لی (انگلیسی: Claudia Lee؛ زادهٔ ۲۰ ژوئن ۱۹۹۶) هنرپیشه، خوانندگی اهل ایالات متحده آمریکا است. وی از سال ۲۰۰۹ میلادی تاکنون مشغول فعالیت بوده‌است.